# Guy Alexis Lobineau
Guy Alexis Lobineau, francoski zgodovinar, * 1666, † 1727.